# الثومان (ذي السفال)

تعديل مصدري - تعديل

الثومان هي إحدى قرى عزلة ريده ورياد بمديرية ذي السفال التابعة لمحافظة إب، بلغ تعداد سكانها 738 نسمة حسب تعداد اليمن لعام 2004.